# Jorge Díaz (músico)
Jorge Díaz (Mendoza, Argentina, 1 de agosto de 1974) es un guitarrista chileno de jazz. Se caracteriza por su gran capacidad de improvisación y desarrollo de los solos, tanto en el jazz, como en fusiones de todo tipo. Fue miembro de la agrupación de jazz criollo La Marraqueta.

## Carrera
Guitarrista autodidacta altamente influenciado por músicos como el versátil John McLaughlin, ha llegado a transformarse en uno de los solistas mejor preparados y más dúctiles en el jazz chileno desde mediados de los '90.
Desde que fue cofundador del grupo Los Titulares (1994) junto a Pancho Molina, Díaz se ha convertido en una referencia para los nuevos exponentes del género, a través de su asidua labor académica. En su corta pero intensa trayectoria, ha recorrido el mundo mostrado su propuesta de jazz contemporáneo, presentándose en  países como Francia, México, Brasil, Costa Rica y Perú. 
Participó en el cuarteto de Felipe Chacón, que mutaría en el primer quinteto de Cristián Cuturrufo, junto a él llegó a grabar uno de los discos emblemáticos de la generación Puro jazz (2000).
A medida que su presencia en la escena nacional aumentaba, se empezó a dirigir hacia la fusión jazzística de instrumental, al ingresar en el grupo La Marraqueta donde logró profundizar en su rol de solista, como también desarrollarse en el jazz rock y la fusión latinoamericana.
En 2006 iría de gira a lugares tan diversos como La Plata o Bali y Yakarta. Así mismo participaría del Festival Internacional Providencia Jazz 2008.
Entre sus participaciones permanentes en el jazz, Díaz también desdoblaría su guitarra hacia el trabajo de sesionista y músico de respaldo, en la balada, con Cecilia Echeñique, la fusión latinoamericana, con Christian Gálvez y en el pop, con Joe Vasconcellos.
Su carácter innovador ha quedado demostrado en sus dos proyectos personales: Club de Toby (2005), único quinteto en Chile que incorpora violín eléctrico, y el más reciente Bloody Bop (2007), donde explora las posibilidades del be-bop.

## Discografía
- Club de Tobi (2004 - Autoedición)
- Bloody bop (2008 - Autoedición)
- Ni lo pienzez (2014 - Autoedición)
- Un respiro (2015 - Autoedición)